# Wohn- und Wirtschaftsgebäude Am Heiligenberg 4
Das Wohn- und Wirtschaftsgebäude Am Heiligenberg 4 in Bruchhausen-Vilsen-Heiligenberg, südlich des Kernortes, stammt aus dem 18. Jahrhundert.
Das Gebäude steht unter Denkmalschutz (siehe auch  Liste der Baudenkmale in Bruchhausen-Vilsen).

## Geschichte
Das giebelständige sanierte Gebäude in Fachwerk mit Steinausfachungen, reetgedecktem Krüppelwalmdach und Niedersachsengiebel mit Uhlenloch und Pferdeköpfen sowie den drei größeren markanten runden Gauben wurde im 18. Jahrhundert gebaut.

Das Haus wurde nach einem kompletten Ab- und Wiederaufbau in den 1930er Jahren als Wohnhaus genutzt, u. a. von den Familien Behling, Schwer und Pohl.
Der mittelalterliche Ringwall mit dem Kloster Heiligenberg befindet sich in der Nähe.